# 裁判所事務官
裁判所事務官（さいばんしょじむかん）とは、日本の裁判所に置かれる裁判官以外の裁判所職員の一つ。最高裁判所、各高等、地方、家庭、簡易裁判所に置かれ、司法行政事務全般に従事する（裁判所法第58条）。

## 概要
裁判所事務官は、各裁判所の裁判部や事務局に配置されて、裁判部では裁判所書記官のもとで各種の裁判事務に従事し、事務局では総務課、人事課、会計課等において司法行政事務全般に従事する。裁判官以外の裁判所職員の毎年公開試験が行われている中で家庭裁判所調査官補とともに最初につく職種である。
五十嵐律人は司法試験合格後に裁判所事務官、裁判所書記官として勤務した後、司法修習を受けて弁護士に転身した。

## 役職
裁判所事務官は事件部において裁判所書記官の下で職務につくほか、事務局に配属され、司法行政事務にたずさわる。昇進は主任事務官、係長、専門職、専門官、課長補佐、課長、事務局次長、事務局長の順。また、裁判所職員総合研修所入所試験に合格し1～1年半程度の研修を受けるか、書記官任用試験に合格すると、裁判所書記官になることができる。

## 裁判所一般職員(出身大学別)
| 年度   | １位             | ２位             | ３位                          | ４位                                    | ５位                    |
| ------ | ---------------- | ---------------- | ----------------------------- | --------------------------------------- | ----------------------- |
| 2016年 | 同志社大学12名   | 中央大学10名     | 大阪市立大学7名               | 金沢大学6名 立命館大学6名 早稲田大学6名 | -                       |
| 2017年 | 大阪市立大学13名 | 中央大学11名     | 明治大学10名 立命館大学10名   | -                                       | 早稲田大学9名           |
| 2018年 | 小樽商科大学18名 | 同志社大学13名   | 中央大学12名                  | 大阪市立大学11名 早稲田大学11名         | -                       |
| 2019年 | 中央大学19名     | 大阪市立大学13名 | 同志社大学10名 早稲田大学10名 | -                                       | 東北大学9名 立命館大学9 |
| 2020年 | 中央大学17名     | 早稲田大学16名   | 同志社大学15名                | 東北大学14名                            | 大阪市立大学13名        |

- 私立大学は早慶、MARCH、関関同立等からの採用者が多い。